# تونس في الألعاب الأولمبية الصيفية 2016
شاركت تونس في الألعاب الأولمبية الصيفية 2016 التي أقيمت في ريو دي جانيرو في البرازيل وذلك بين 5 و21 أغسطس 2016، للمرة الرابعة عشرة في تاريخها.

تأهل إلى هذه الدّورة 61 رياضيّا تونسيّا، وهو أقل من عدد المشاركين التونسيين في الألعاب الأولمبية الصيفية 2012 أين بلغ عددهم آنذاك 83 رياضيا.

انتهت هذه الدورة بتحصل تونس على ثلاثة ميداليات برونزية في ثلاثة رياضيات مختلفة وهي المبارزة والمصارعة والتايكوندو ذهبت على التوالي إلى إيناس بوبكري ومروى العمري وأسامة الوسلاتي، وتعتبر هذه أول مرة تتحصل فيها تونس على ميداليات في هذه الرياضات.

## الفائزين بالميداليات
| الميدالية | الرياضة    | الفئة                    | الرياضي        | التاريخ  |
| --------- | ---------- | ------------------------ | -------------- | -------- |
|           | المبارزة   | سيف الشيش للسيدات        | إيناس بوبكري   | 10 أغسطس |
|           | المصارعة   | 58 كغ مصارعة حرة للسيدات | مروى العمري    | 17 أغسطس |
|           | التايكوندو | 80 كغ للرجال             | أسامة الوسلاتي | 19 أغسطس |

## ألعاب القوى

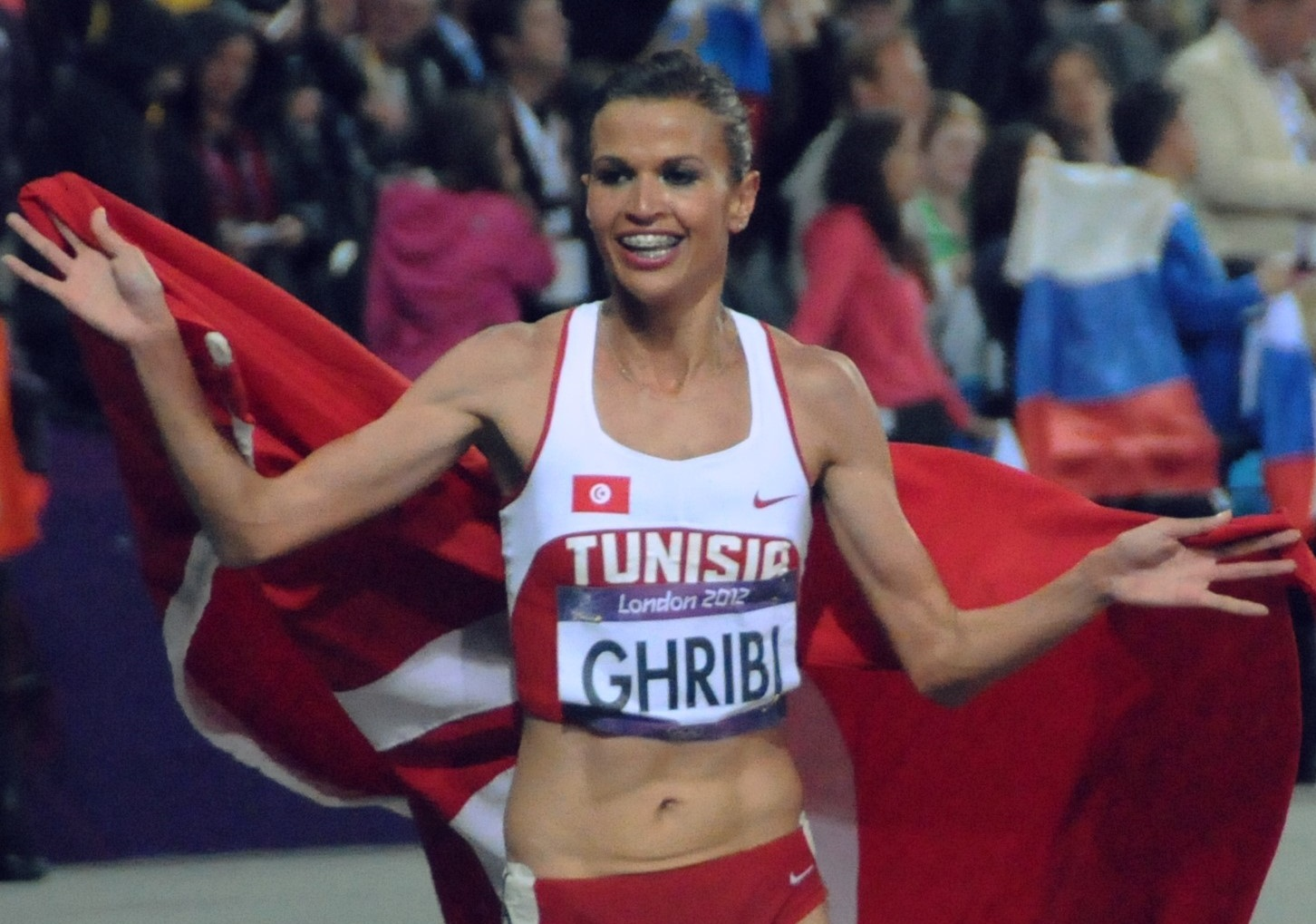
حبيبة الغريبي بعيد فوزها بالميدالية الذهبية في الألعاب الأولمبية الصيفية 2012.

تأهل 7 رياضيين تونسيين (5 رجال وسيدتين) للألعاب الأولمبية في مختلف مسابقات ألعاب القوى.
المفتاح
- Q = تأهل للجولة القادمة
- q = تأهل للجولة القادمة باعتباره أسرع خاسر، أو في الأحداث الميدانية، من خلال الموقف دون تحقيق هدف التأهل
- NR = رقم قياسي وطني
- غ/م = جولة لا تنطبق على الحدث
- Bye = رياضي لا يشترط للتنافس في جولة

الرجال
| الرياضي       | الفئة          | التصفيات | التصفيات | نصف النهائي | نصف النهائي | النهائي        | النهائي        |
| الرياضي       | الفئة          | النتيجة  | الرتبة   | النتيجة     | الرتبة      | النتيجة        | الرتبة         |
| ------------- | -------------- | -------- | -------- | ----------- | ----------- | -------------- | -------------- |
| عمر بن يحيى   | 3000 متر موانع | 8:23.12  | 4 q      | —           | —           | غير مؤهل       | غير مؤهل       |
| وسام حسني     | ماراثون        | —        | —        | —           | —           | لم ينهي السباق | لم ينهي السباق |
| عاطف سعد      | ماراثون        | —        | —        | —           | —           | 2:19:50        | 62             |
| حسنين السباعي | 20 كم مشي      | —        | —        | —           | —           | 1:23:44        | 36             |
| محمد الصغير   | 400 متر حواجز  | 50.09    | 5        | لم يتقدم    | لم يتقدم    | لم يتقدم       | لم يتقدم       |

السيدات
| الرياضي       | الفئة          | التصفيات | التصفيات | النهائي | النهائي |
| الرياضي       | الفئة          | النتيجة  | الرتبة   | النتيجة | الرتبة  |
| ------------- | -------------- | -------- | -------- | ------- | ------- |
| حبيبة الغريبي | 3000 متر موانع | 9:18.71  | 4 Q      | 9:28.75 | 12      |
| شاهيناز ناصري | 20 كم مشي      | —        | —        | 1:42:57 | 60      |

## الملاكمة
تأهل للألعاب الأولمبية ملاكمين تونسيين اثنين في صنف الرجال.
الرجال
| الرياضي      | الفئة                | جولة ال32                  | جولة ال16                     | ربع النهائي     | نصف النهائي     | النهائي         | النهائي  |
| الرياضي      | الفئة                | المنافس النتيجة            | المنافس النتيجة               | المنافس النتيجة | المنافس النتيجة | المنافس النتيجة | الرتبة   |
| ------------ | -------------------- | -------------------------- | ----------------------------- | --------------- | --------------- | --------------- | -------- |
| بلال المحمدي | وزن الديك (56 كغ)    | سونتيلي (ليسوتو) · فوز 3-0 | مليان (الأرجنتين) · خسارة 0-3 | لم يتقدم        | لم يتقدم        | لم يتقدم        | لم يتقدم |
| حسن الشكتامي | الوزن الثقيل (91 كغ) | Bye                        | روسو (إيطاليا) · خسارة 0-3    | لم يتقدم        | لم يتقدم        | لم يتقدم        | لم يتقدم |

## كانو-كاياك
تأهل للألعاب الأولمبية ثلاثة لاعبي كانو-كاياك في صنف سباق القوارب (رجلين وسيدة).

### سباق القوارب
الرجال
| الرياضي        | الفئة    | التصفيات      | التصفيات | نصف النهائي   | نصف النهائي | نهائي         | نهائي    |
| الرياضي        | الفئة    | الوقت         | الرتبة   | الوقت         | الرتبة      | الوقت         | الرتبة   |
| -------------- | -------- | ------------- | -------- | ------------- | ----------- | ------------- | -------- |
| محمد علي مرابط | 1000 متر | 3 دق 35 ث 084 | 8 Q      | 3 دق 43 ث 145 | 8 FB        | 3 دق 45 ث 122 | 16       |
| خالد حسين      | 200 متر  | 42 ث 499      | 7        | لم يتقدم      | لم يتقدم    | لم يتقدم      | لم يتقدم |

السيدات
| الرياضي         | الفئة   | التصفيات      | التصفيات | نصف النهائي | نصف النهائي | نهائي    | نهائي    |
| الرياضي         | الفئة   | الوقت         | الرتبة   | الوقت       | الرتبة      | الوقت    | الرتبة   |
| --------------- | ------- | ------------- | -------- | ----------- | ----------- | -------- | -------- |
| عفاف بن إسماعيل | 500 متر | 2 دق 08 ث 170 | 7        | لم تتقدم    | لم تتقدم    | لم تتقدم | لم تتقدم |

## ركوب الدراجات
تأهل سائق درجات تونسي واحد للألعاب الأولمبية لفئة سباق الدراجات على الطريق وذلك بعد حصوله على المركز الثالث أفريقيا في هذه الرياضة.

### على الطريق
الرجال
| الرياضية     | الفئة                    | الوقت          | الرتبة         |
| ------------ | ------------------------ | -------------- | -------------- |
| علي النويصري | سباق الدراجات على الطريق | لم ينهي السباق | لم ينهي السباق |

## مبارزة سيف الشيش

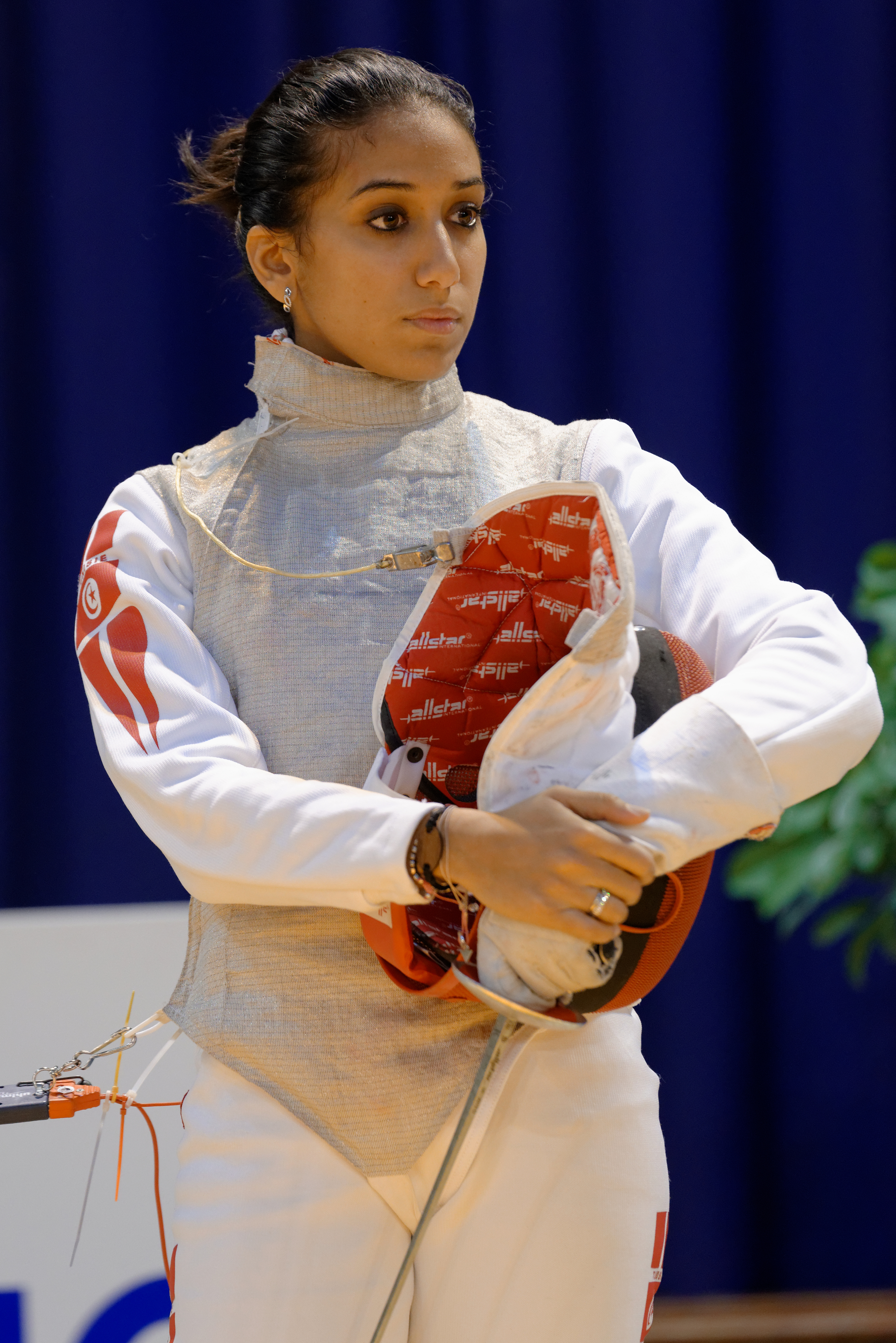
إيناس بوبكري في كأس العالم لسيف الشيش في 2014.

تأهل للألعاب الأولمبية خمسة مبارزين تونسيين، اثنين في صنف الرجال وثلاثة في صنف السيدات.
| الرياضي            | الفئة          | جولة ال64       | جولة ال32                            | جولة ال16       | ربع النهائي     | نصف النهائي     | النهائي / م.ب   | النهائي / م.ب |
| الرياضي            | الفئة          | المنافس النتيجة | المنافس النتيجة                      | المنافس النتيجة | المنافس النتيجة | المنافس النتيجة | المنافس النتيجة | الرتبة        |
| ------------------ | -------------- | --------------- | ------------------------------------ | --------------- | --------------- | --------------- | --------------- | ------------- |
| محمد أيوب الفرجاني | فردي سيف الشيش | Bye             | دايفس (بريطانيا العظمى) · خسارة 7–15 | لم يتقدم        | لم يتقدم        | لم يتقدم        | لم يتقدم        | لم يتقدم      |
| فارس الفرجاني      | فردي سيف عربي  | —               | مونتانو (إيطاليا) · خسارة 11–15      | لم يتقدم        | لم يتقدم        | لم يتقدم        | لم يتقدم        | لم يتقدم      |

السيدات
| الرياضية     | الفئة             | جولة ال64       | جولة ال32                     | جولة ال16                     | ربع النهائي                 | نصف النهائي                         | النهائي / م.ب                | النهائي / م.ب |
| الرياضية     | الفئة             | المنافس النتيجة | المنافس النتيجة               | المنافس النتيجة               | المنافس النتيجة             | المنافس النتيجة                     | المنافس النتيجة              | الرتبة        |
| ------------ | ----------------- | --------------- | ----------------------------- | ----------------------------- | --------------------------- | ----------------------------------- | ---------------------------- | ------------- |
| سارة بسباس   | فردي سيف المبارزة | Bye             | كوستا (البرازيل) · فوز 15–8   | كيربو (إستونيا) · فوز 15–11   | يوان (الصين) · خسارة 11–14  | لم تتقدم                            | لم تتقدم                     | 5             |
| إيناس بوبكري | فردي سيف الشيش    | Bye             | محمد (مصر) · فوز 15–4         | نيشيوكا (اليابان) · فوز 15–10 | هارفي (كندا) · فوز 15–13    | دي فرانشيسكا (إيطاليا) · خسارة 9–12 | شاناييفا (روسيا) · فوز 15–11 |               |
| عزة بسباس    | فردي سيف عربي     | Bye             | ميكينا (أذربيجان) · فوز 15–12 | كوزاسزوك (بولندا) · فوز 15–12 | بروني (فرنسا) · خسارة 14–15 | لم تتقدم                            | لم تتقدم                     | 5             |

م.ب: مباراة الميدالية البرونزية.

## كرة اليد
شارك منتخب تونس لكرة اليد للرجال في الألعاب الأولمبية بعد حصوله على المرتبة الثانية بفارق الأهداف عن منتخب بولندا في تصفيات كرة اليد في الألعاب الأولمبية الصيفية 2016.

يتكون المنتخب التونسي من 14 رياضيا.
المدرب: حافظ الزوابي.
| الرقم | المركز | اللاعب             | تاريخ الميلاد (العمر)   | الطول    | النادي                      |
| 1     | GK     | مكرم الميساوي      | 14 فبراير 1981 (35 سنة) | 1.88 متر | النادي الإفريقي             |
| 4     | LW     | أيمن التومي        | 11 يوليو 1990 (26 سنة)  | 1.84 متر | نادي نانت لكرة اليد         |
| 6     | P      | عصام تاج           | 29 يوليو 1979 (37 سنة)  | 1.87 متر | نادي الجيش                  |
| 8     | LB     | محمد الجيلاني معرف | 27 أكتوبر 1991 (24 سنة) | 1.92 متر | النادي الإفريقي             |
| 9     | RB     | أمين بالنور        | 21 فبراير 1990 (26 سنة) | 1.97 متر | النادي الإفريقي             |
| 12    | GK     | مروان مقاز         | 28 يوليو 1983 (33 سنة)  | 1.91 متر | الترجي الرياضي التونسي      |
| 17    | LB     | وائل جلوز          | 3 مايو 1991 (25 سنة)    | 1.98 متر | نادي برشلونة                |
| 19    | LB     | مصباح الصناعي      | 26 مارس 1991 (25 سنة)   | 1.92 متر | نادي الجيش                  |
| 21    | LW     | أسامة البوغانمي    | 5 فبراير 1990 (26 سنة)  | 1.86 متر | ترومبلي أون فرانس لكرة اليد |
| 23    | LW     | أسامة حسني         | 17 سبتمبر 1992 (23 سنة) | 1.92 متر | النادي الإفريقي             |
| 25    | CB     | صبحي سعيد          | 26 سبتمبر 1982 (33 سنة) | 1.86 متر | النجم الرياضي الساحلي       |
| 27    | RB     | أيمن حماد          | 26 يوليو 1983 (33 سنة)  | 1.96 متر | الترجي الرياضي التونسي      |
| 31    | P      | مروان شويرف        | 27 مايو 1990 (26 سنة)   | 1.97 متر | ترومبلي أون فرانس لكرة اليد |
| 39    | CB     | محمد السوسي        | 17 يناير 1993 (23 سنة)  | 1.94 متر | النادي الإفريقي             |

المجموعة
| المركز | المنتخب   | لعب | فاز | تعادل | خسر | أهداف له | أهداف عليه | فارق الأهداف | النقاط | التأهل            |
| ------ | --------- | --- | --- | ----- | --- | -------- | ---------- | ------------ | ------ | ----------------- |
| 1      | كرواتيا   | 5   | 4   | 0     | 1   | 147      | 134        | +13          | 8      | الدور ربع النهائي |
| 2      | فرنسا     | 5   | 4   | 0     | 1   | 152      | 126        | +26          | 8      | الدور ربع النهائي |
| 3      | الدنمارك  | 5   | 3   | 0     | 2   | 136      | 127        | +9           | 6      | الدور ربع النهائي |
| 4      | قطر       | 5   | 2   | 1     | 2   | 122      | 127        | -5           | 5      | الدور ربع النهائي |
| 5      | الأرجنتين | 5   | 1   | 0     | 4   | 110      | 126        | -16          | 2      |                   |
| 6      | تونس      | 5   | 0   | 1     | 4   | 118      | 145        | -27          | 1      |                   |

| 7 أغسطس 2016 19:50 | فرنسا        | 23-25   | تونس       | فيوتشر أرينا، ريو دي جانيرو الحكم: غيبل، هيلبيغ (ألمانيا) |
| 7 أغسطس 2016 19:50 | كنتين ماهي 5 | (11-16) | عصام تاج 6 | فيوتشر أرينا، ريو دي جانيرو الحكم: غيبل، هيلبيغ (ألمانيا) |
| 7 أغسطس 2016 19:50 | 1× 3×        | التقرير | 6× 4×      | فيوتشر أرينا، ريو دي جانيرو الحكم: غيبل، هيلبيغ (ألمانيا) |

| 9 أغسطس 2016 14:40 | تونس        | 31-23   | الدنمارك                  | فيوتشر أرينا، ريو دي جانيرو الحكم: بينتو، مينيسيز (البرازيل) |
| 9 أغسطس 2016 14:40 | وائل جلوز 5 | (16-10) | مورتنسن، لاس سفان هانسن 8 | فيوتشر أرينا، ريو دي جانيرو الحكم: بينتو، مينيسيز (البرازيل) |
| 9 أغسطس 2016 14:40 | 2× 1×       | التقرير | 3×                        | فيوتشر أرينا، ريو دي جانيرو الحكم: بينتو، مينيسيز (البرازيل) |

| 11 أغسطس 2016 9:30 | تونس              | 25-25   | قطر              | فيوتشر أرينا، ريو دي جانيرو الحكم: غجندينغ، هانسن (الدنمارك) |
| 11 أغسطس 2016 9:30 | أسامة البوغانمي 8 | (11-12) | رافائيل كابوت 12 | فيوتشر أرينا، ريو دي جانيرو الحكم: غجندينغ، هانسن (الدنمارك) |
| 11 أغسطس 2016 9:30 | 6× 2×             | التقرير | 5× 2×            | فيوتشر أرينا، ريو دي جانيرو الحكم: غجندينغ، هانسن (الدنمارك) |

| 13 أغسطس 2016 21:50 | الأرجنتين         | 21-23   | تونس              | فيوتشر أرينا، ريو دي جانيرو الحكم: كو، لي (كوريا الجنوبية) |
| 13 أغسطس 2016 21:50 | فيديريكو بيزارو 7 | (10-14) | أسامة البوغانمي 8 | فيوتشر أرينا، ريو دي جانيرو الحكم: كو، لي (كوريا الجنوبية) |
| 13 أغسطس 2016 21:50 | 5× 3×             | التقرير | 4× 1×             | فيوتشر أرينا، ريو دي جانيرو الحكم: كو، لي (كوريا الجنوبية) |

| 15 أغسطس 2016 19:50 | كرواتيا         | 26-41   | تونس              | فيوتشر أرينا، ريو دي جانيرو الحكم: كوليبالي، دياباتي (كوت ديفوار) |
| 15 أغسطس 2016 19:50 | إيغور كراجيتش 9 | (10-45) | أسامة البوغانمي 7 | فيوتشر أرينا، ريو دي جانيرو الحكم: كوليبالي، دياباتي (كوت ديفوار) |
| 15 أغسطس 2016 19:50 | 4× 2×           | التقرير | 1×                | فيوتشر أرينا، ريو دي جانيرو الحكم: كوليبالي، دياباتي (كوت ديفوار) |

## الجودو
تأهل للألعاب الأولمبية أربعة لاعبي جودو تونسيين، واحد في صنف الرجال وثلاثة في صنف السيدات.
الرجال
| الرياضي       | الفئة   | جولة ال32                   | جولة ال16       | ربع النهائي     | نصف النهائي     | التأهيل التلقائي | النهائي / م.ب   | النهائي / م.ب |
| الرياضي       | الفئة   | المنافس النتيجة             | المنافس النتيجة | المنافس النتيجة | المنافس النتيجة | المنافس النتيجة  | المنافس النتيجة | الرتبة        |
| ------------- | ------- | --------------------------- | --------------- | --------------- | --------------- | ---------------- | --------------- | ------------- |
| فيصل جاب الله | +100 كغ | بور (المجر) · خسارة 000–101 | لم يتقدم        | لم يتقدم        | لم يتقدم        | لم يتقدم         | لم يتقدم        | لم يتقدم      |

السيدات
| الرياضي       | الفئة  | جولة ال32                                | جولة ال16                                | ربع النهائي                      | نصف النهائي     | التأهيل التلقائي              | النهائي / م.ب   | النهائي / م.ب |
| الرياضي       | الفئة  | المنافس النتيجة                          | المنافس النتيجة                          | المنافس النتيجة                  | المنافس النتيجة | المنافس النتيجة               | المنافس النتيجة | الرتبة        |
| ------------- | ------ | ---------------------------------------- | ---------------------------------------- | -------------------------------- | --------------- | ----------------------------- | --------------- | ------------- |
| هالة العياري  | -52 كغ | Bye                                      | ميراندا (البرازيل) · خسارة 000–100       | لم تتقدم                         | لم تتقدم        | لم تتقدم                      | لم تتقدم        | لم تتقدم      |
| هدى ميلاد     | -70 كغ | كونواي (بريطانيا العظمى) · خسارة 000–100 | لم تتقدم                                 | لم تتقدم                         | لم تتقدم        | لم تتقدم                      | لم تتقدم        | لم تتقدم      |
| نهال شيخ روحو | +78 كغ | Bye                                      | سيريتش (البوسنة والهرسك) · فوز 000–000 ش | أنديول (فرنسا) · خسارة 000–000 ش | لم تتقدم        | ساييت (تركيا) · خسارة 000–100 | لم تتقدم        | 7             |

م.ب: مباراة الميدالية البرونزية.
ش: قرار بعقوبة شيدو «Shido».

## التجديف
تأهل للألعاب الأولمبية مجدف تونسي واحد في صنف الرجال لفئة التجديف الوحيد (Single scull) ومجدفتين اثنتين في صنف السيدات لفئة التجديف المزدوج خفيف الوزن (Lightweight double sculls).
الرجال
| الرياضي    | الفئة      | التصفيات | التصفيات | تأهيل تلقائي | تأهيل تلقائي | ربع النهائي | ربع النهائي | نصف النهائي | نصف النهائي | نهائي   | نهائي  |
| الرياضي    | الفئة      | الوقت    | الرتبة   | الوقت        | الرتبة       | الوقت       | الرتبة      | الوقت       | الرتبة      | الوقت   | الرتبة |
| ---------- | ---------- | -------- | -------- | ------------ | ------------ | ----------- | ----------- | ----------- | ----------- | ------- | ------ |
| محمد الطيب | تجديف وحيد | 7:37.95  | 4 R      | 7:27.18      | 4 SE/F       | Bye         | Bye         | 8:02.05     | 2 FE        | 7:53.36 | 27     |

السيدات
| الرياضية                      | الفئة                  | التصفيات | التصفيات | تأهيل تلقائي | تأهيل تلقائي | ربع النهائي | ربع النهائي | نصف النهائي | نصف النهائي | نهائي   | نهائي  |
| الرياضية                      | الفئة                  | الوقت    | الرتبة   | الوقت        | الرتبة       | الوقت       | الرتبة      | الوقت       | الرتبة      | الوقت   | الرتبة |
| ----------------------------- | ---------------------- | -------- | -------- | ------------ | ------------ | ----------- | ----------- | ----------- | ----------- | ------- | ------ |
| نور الهدى الطيب خديجة الكريمي | تجديف مزدوج خفيف الوزن | 7:43.33  | 5 R      | 8:33.49      | 6 SC/D       | غ/م         | غ/م         | 8:29.45     | 4 FD        | 7:56.26 | 20     |

مفتاح عبارات التأهل: FA=النهائي A (ميدالية); FB=النهائي B (دون ميدالية); FC=النهائي C (دون ميدالية); FD=النهائي D (دون ميدالية); FE=النهائي E (دون ميدالية); FF=النهائي F (دون ميدالية); SA/B=نصف النهائي A/B; SC/D=نصف النهائي C/D; SE/F=نصف النهائي E/F; QF=ربع النهائي; R=تأهيل تلقائي

## قوارب شراعية
تأهل للألعاب الأولمبية رياضي تونسي واحد في صنف الرجال لفئة الليزر (Laser) ورياضية تونسية واحدة في صنف السيدات لفئة الليزر الشعاعي (Laser Radial) إضافة إلى فريق مكون من رجل وسيدة في السباق المختلط (Nacra 17).
الرجال
| الرياضي      | الفئة | السباق | السباق | السباق | السباق | السباق | السباق | السباق | السباق | السباق | السباق | السباق | صافي نقاط | الترتيب النهائي |
| الرياضي      | الفئة | 1      | 2      | 3      | 4      | 5      | 6      | 7      | 8      | 9      | 10     | M*     | صافي نقاط | الترتيب النهائي |
| ------------ | ----- | ------ | ------ | ------ | ------ | ------ | ------ | ------ | ------ | ------ | ------ | ------ | --------- | --------------- |
| يوسف العكروت | ليزر  | 21     | 29     | 34     | 26     | 39     | 32     | 37     | 35     | 16     | 27     | EL     | 257       | 34              |

السيدات
| الرياضية      | الفئة      | السباق | السباق | السباق | السباق | السباق | السباق | السباق | السباق | السباق | السباق | السباق | صافي نقاط | الترتيب النهائي |
| الرياضية      | الفئة      | 1      | 2      | 3      | 4      | 5      | 6      | 7      | 8      | 9      | 10     | M*     | صافي نقاط | الترتيب النهائي |
| ------------- | ---------- | ------ | ------ | ------ | ------ | ------ | ------ | ------ | ------ | ------ | ------ | ------ | --------- | --------------- |
| إيناس القماطي | ليزر شعاعي | 28     | 23     | 32     | 23     | 21     | 31     | 19     | 28     | 31     | 34     | EL     | 235       | 30              |

مختلط
| الرياضية                   | الفئة    | السباق | السباق | السباق | السباق | السباق | السباق | السباق | السباق | السباق | السباق | السباق | السباق | السباق | صافي نقاط | الترتيب النهائي |
| الرياضية                   | الفئة    | 1      | 2      | 3      | 4      | 5      | 6      | 7      | 8      | 9      | 10     | 11     | 12     | M*     | صافي نقاط | الترتيب النهائي |
| -------------------------- | -------- | ------ | ------ | ------ | ------ | ------ | ------ | ------ | ------ | ------ | ------ | ------ | ------ | ------ | --------- | --------------- |
| الهادي الغربي رحاب الهمامي | ناكرا 17 | 18     | DNF    | 18     | 21     | 19     | 20     | 20     | 18     | 20     | 19     | 18     | 20     | EL     | 211       | 20              |

M = سباق الميدالية (Medal race). 

EL = خرج من السباق (Eliminated)، لم يتقدم في سباق المنافسة على الميدالية.

## الرماية

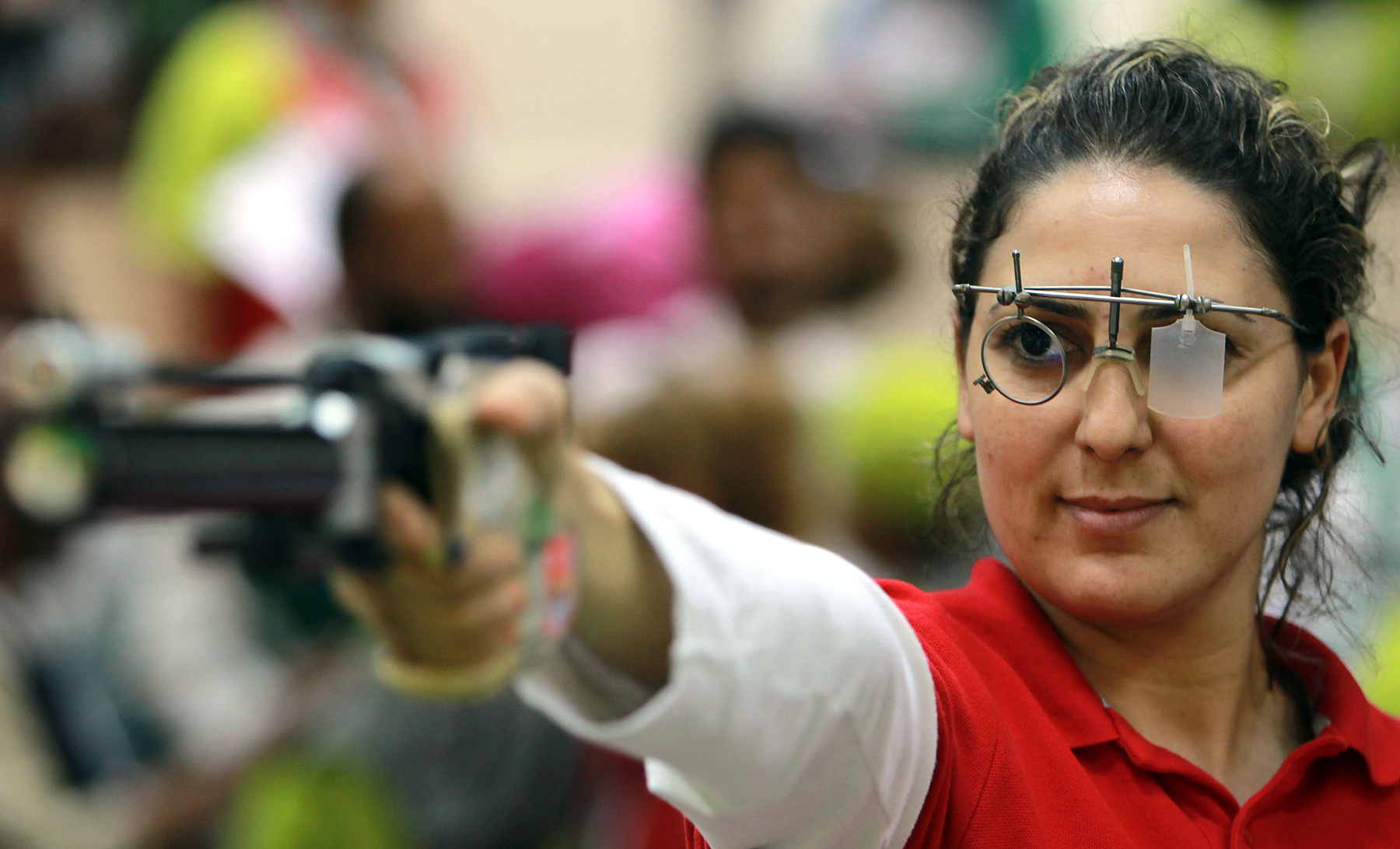
ألفة الشارني أثناء دورة الألعاب العربية 2011.

تأهلت للألعاب الأولمبية رياضية تونسية واحدة لفئة 10 متر مسدس هواء مضغوط و25 متر مسدس وذلك بعد تحصلها على أفضل إنجاز في البطولة القارية الأفريقية والبطولات الاختيارية الأخرى.
السيدات
| الرياضية     | الفئة                  | التصفيات       | التصفيات       | نصف النهائي | نصف النهائي | نهائي    | نهائي    |
| الرياضية     | الفئة                  | النقاط         | الرتبة         | النقاط      | الرتبة      | النقاط   | الرتبة   |
| ------------ | ---------------------- | -------------- | -------------- | ----------- | ----------- | -------- | -------- |
| ألفة الشارني | 10 متر مسدس هواء مضغوط | 384            | 9              | —           | —           | لم تتقدم | لم تتقدم |
| ألفة الشارني | 25 متر مسدس            | لم تنهي السباق | لم تنهي السباق | لم تتقدم    | لم تتقدم    | لم تتقدم | لم تتقدم |

Q = تأهلت للدورة التالية.

q = تأهلت للميدالية البرونزية (بندقية صيد).

## السباحة
تأهل للألعاب الأولمبية سباحين تونسيين في 5 فئات.
الرجال
| الرياضية      | الفئة                  | التصفيات | التصفيات | نصف النهائي | نصف النهائي | نهائي     | نهائي    |
| الرياضية      | الفئة                  | المدة    | الرتبة   | المدة       | الرتبة      | المدة     | الرتبة   |
| ------------- | ---------------------- | -------- | -------- | ----------- | ----------- | --------- | -------- |
| أحمد المثلوثي | 200 متر سباحة حرة      | 1:50.39  | =41      | لم يتقدم    | لم يتقدم    | لم يتقدم  | لم يتقدم |
| أحمد المثلوثي | 400 متر سباحة حرة      | 3:52.00  | 35       | غ/م         | غ/م         | لم يتقدم  | لم يتقدم |
| أحمد المثلوثي | 200 متر الفردي المتنوع | 2:04.95  | 27       | لم يتقدم    | لم يتقدم    | لم يتقدم  | لم يتقدم |
| أسامة الملولي | 1500 سباحة حرة         | 15:07.78 | 21       | غ/م         | غ/م         | لم يتقدم  | لم يتقدم |
| أسامة الملولي | 10 كم مياه مفتوحة      | غ/م      | غ/م      | غ/م         | غ/م         | 1:53:06.1 | 12       |

## كرة طاولة
تأهلت رياضية تونسية واحدة لفئة فردي السيدات وهي صفاء السعيداني التي تأهلت بعد مجيئها ضمن أفضل مركزين في الدورة الترشيحية الأفريقية 2016 التي أقيمت في الخرطوم (السودان).
السيدات
| الرياضية       | الفئة        | الدور التمهيدي         | الجولة 1        | الجولة 2        | الجولة 3        | الجولة 4        | ربع النهائي     | نصف النهائي     | النهائي         | النهائي  |
| الرياضية       | الفئة        | المنافس النتيجة        | المنافس النتيجة | المنافس النتيجة | المنافس النتيجة | المنافس النتيجة | المنافس النتيجة | المنافس النتيجة | المنافس النتيجة | الرتبة   |
| -------------- | ------------ | ---------------------- | --------------- | --------------- | --------------- | --------------- | --------------- | --------------- | --------------- | -------- |
| صفاء السعيداني | فردي السيدات | مشرف (مصر) · خسارة 0–4 | لم تتقدم        | لم تتقدم        | لم تتقدم        | لم تتقدم        | لم تتقدم        | لم تتقدم        | لم تتقدم        | لم تتقدم |

## التايكوندو
تأهل ثلاثة رياضيين تونسيين (رجلين وسيدة) في التايكوندو للألعاب الأولمبية.
الرجال
| الرياضي         | الفئة       | ثمن النهائي                       | ربع النهائي                            | نصف النهائي                    | تأهيل تلقائي    | النهائي / م.ب                       | النهائي / م.ب |
| الرياضي         | الفئة       | المنافس النتيجة                   | المنافس النتيجة                        | المنافس النتيجة                | المنافس النتيجة | المنافس النتيجة                     | الرتبة        |
| --------------- | ----------- | --------------------------------- | -------------------------------------- | ------------------------------ | --------------- | ----------------------------------- | ------------- |
| أسامة الوسلاتي  | -80 كغ رجال | رافالوفيتش (أوزبكستان) · فوز 11–8 | ليو وي تينغ (تايبيه الصينية) · فوز 1–0 | سيسيه (ساحل العاج) · خسارة 6–7 | Bye             | لوبيز (الولايات المتحدة) · فوز 14–5 |               |
| ياسين الطرابلسي | +80 كغ رجال | كاستيلو (كوبا) · خسارة 4–13       | لم يتقدم                               | لم يتقدم                       | لم يتقدم        | لم يتقدم                            | لم يتقدم      |

السيدات
| الرياضية    | الفئة        | ثمن النهائي                  | ربع النهائي     | نصف النهائي     | تأهيل تلقائي    | النهائي / م.ب   | النهائي / م.ب |
| الرياضية    | الفئة        | المنافس النتيجة              | المنافس النتيجة | المنافس النتيجة | المنافس النتيجة | المنافس النتيجة | الرتبة        |
| ----------- | ------------ | ---------------------------- | --------------- | --------------- | --------------- | --------------- | ------------- |
| رحمة بن علي | -57 كغ سيدات | هامادا (اليابان) · خسارة 0–9 | لم تتقدم        | لم تتقدم        | لم تتقدم        | لم تتقدم        | لم تتقدم      |

م.ب: مباراة الميدالية البرونزية.

## كرة المضرب
تأهل لاعبين تونسيين اثنين في كرة المضرب (رجل وسيدة) في كرة المضرب للألعاب الأولمبية.
الرجال
| الرياضي      | الفئة       | الجولة 64                            | الجولة 32       | الجولة 16       | ربع النهائي     | نصف النهائي     | النهائي / م.ب   | النهائي / م.ب |
| الرياضي      | الفئة       | المنافس النتيجة                      | المنافس النتيجة | المنافس النتيجة | المنافس النتيجة | المنافس النتيجة | المنافس النتيجة | الرتبة        |
| ------------ | ----------- | ------------------------------------ | --------------- | --------------- | --------------- | --------------- | --------------- | ------------- |
| مالك الجزيري | فردي الرجال | تسونجا (فرنسا) · خسارة 6–4, 5–7, 3–6 | لم يتقدم        | لم يتقدم        | لم يتقدم        | لم يتقدم        | لم يتقدم        | لم يتقدم      |

السيدات
| الرياضي  | الفئة        | الجولة 64                                    | الجولة 32       | الجولة 16       | ربع النهائي     | نصف النهائي     | النهائي / م.ب   | النهائي / م.ب |
| الرياضي  | الفئة        | المنافس النتيجة                              | المنافس النتيجة | المنافس النتيجة | المنافس النتيجة | المنافس النتيجة | المنافس النتيجة | الرتبة        |
| -------- | ------------ | -------------------------------------------- | --------------- | --------------- | --------------- | --------------- | --------------- | ------------- |
| أنس جابر | فردي السيدات | كاساتكينا (روسيا) · خسارة 6–3, 6–7(4–7), 1–6 | لم تتقدم        | لم تتقدم        | لم تتقدم        | لم تتقدم        | لم تتقدم        | لم تتقدم      |

م.ب: مباراة الميدالية البرونزية.

## كرة الطائرة الشاطئية
تأهل الفريق التونسي للكرة الشاطئية للرجال المتكون من رياضيين اثنين للألعاب الأولمبية.
الرجال
| الرياضي                         | الفئة  | الدور التمهيدي | القائم | الجولة ال16     | ربع النهائي     | نصف النهائي     | النهائي / م.م.ب | النهائي / م.م.ب |
| الرياضي                         | الفئة  | المنافس النتيجة | القائم | المنافس النتيجة | المنافس النتيجة | المنافس النتيجة | المنافس النتيجة | الرتبة          |
| ------------------------------- | ------ | --- | ------ | --------------- | --------------- | --------------- | --------------- | --------------- |
| شعيب بالحاج صالح - الناصر عرفات | الرجال | المجموعة C · دالهاوسر – لوسينا (الولايات المتحدة) · خسارة 0 – 2 (7–21, 13–21) · لوبو – نيكولاي (إيطاليا) · خسارة 0 – 2 (17–21, 13–21) · أونتيفيروس – فيرجن (المكسيك) · خسارة 0 – 2 (10–21, 10–21) | 4      | لم يتقدما       | لم يتقدما       | لم يتقدما       | لم يتقدما       | لم يتقدما       |

## مصارعة
تأهل أربعة مصارعين تونسيين (رجلين وسيدتين) للألعاب الأولمبية.
المفتاح:
- VT – الفوز بالسقوط.
- PP – قرار بالنقاط - الخاسر مع النقاط الفنية.
- PO – قرار بالنقاط - الخاسر بدون النقاط الفنية.
- ST – التفوق التقني - الخاسر بدون نقاط التقنية وهامش الفوز لا يقل عن 8 (اليوناني والروماني) أو 10 (حرة) نقاط.

الرجال
| الرياضي       | الفئة        | التصفيات                     | ثمن النهائي     | ربع النهائي     | نصف النهائي     | تأهيل تلقائي 1  | تأهيل تلقائي 2  | النهائي         | النهائي |
| الرياضي       | الفئة        | المنافس النتيجة              | المنافس النتيجة | المنافس النتيجة | المنافس النتيجة | المنافس النتيجة | المنافس النتيجة | المنافس النتيجة | الرتبة  |
| ------------- | ------------ | ---------------------------- | --------------- | --------------- | --------------- | --------------- | --------------- | --------------- | ------- |
| محمد السعداوي | -86 كغ رجال  | کریمي (إيران) · خسارة 0–3 PO | لم يتقدم        | لم يتقدم        | لم يتقدم        | لم يتقدم        | لم يتقدم        | لم يتقدم        | 18      |
| رضوان الشابي  | -125 كغ رجال | كمال (مصر) · خسارة 0–4 ST    | لم يتقدم        | لم يتقدم        | لم يتقدم        | لم يتقدم        | لم يتقدم        | لم يتقدم        | 19      |

السيدات
| الرياضية     | الفئة        | التصفيات        | ثمن النهائي                        | ربع النهائي     | نصف النهائي     | تأهيل تلقائي 1  | تأهيل تلقائي 2                 | النهائي                           | النهائي |
| الرياضية     | الفئة        | المنافس النتيجة | المنافس النتيجة                    | المنافس النتيجة | المنافس النتيجة | المنافس النتيجة | المنافس النتيجة                | المنافس النتيجة                   | الرتبة  |
| ------------ | ------------ | --------------- | ---------------------------------- | --------------- | --------------- | --------------- | ------------------------------ | --------------------------------- | ------- |
| مروى العمري  | -58 كغ سيدات | Bye             | إيكو (اليابان) · خسارة 0–4 ST      | لم تتقدم        | لم تتقدم        | Bye             | يسيليرماك (تركيا) · فوز 3–1 PP | راتكيفيتش (أذربيجان) · فوز 3–1 PP |         |
| هالة الريابي | -63 كغ سيدات | Bye             | غريغورييفا (لاتفيا) · خسارة 0–4 ST | لم تتقدم        | لم تتقدم        | لم تتقدم        | لم تتقدم                       | لم تتقدم                          | 18      |

## رفع الأثقال
تأهل رياضيين تونسيين اثنين في رفع الأثقال (رجل وسيدة) للألعاب الأولمبية.
الرجال
| الرياضي      | الفئة       | الخطف   | الخطف  | النتر   | النتر  | المجموع | الرتبة |
| الرياضي      | الفئة       | النتيجة | الرتبة | النتيجة | الرتبة | المجموع | الرتبة |
| ------------ | ----------- | ------- | ------ | ------- | ------ | ------- | ------ |
| كارم بن هنية | -69 كغ رجال | 147     | 6      | 177     | DNF    | 147     | DNF    |

السيدات
| الرياضي   | الفئة        | الخطف   | الخطف  | النتر   | النتر  | المجموع | الرتبة |
| الرياضي   | الفئة        | النتيجة | الرتبة | النتيجة | الرتبة | المجموع | الرتبة |
| --------- | ------------ | ------- | ------ | ------- | ------ | ------- | ------ |
| يسرى ذياب | +75 كغ سيدات | 111     | 13     | 138     | 11     | 249     | 11     |

## مقالات ذات صلة
- تونس في الألعاب البارالمبية الصيفية 2016
- الوطن العربي في الألعاب الأولمبية الصيفية 2016
- تونس في الألعاب الأولمبية

## وصلات خارجية
- الموقع الرسمي للجنة الوطنية الأولمبية التونسية.
- تونس في الموقع الرسمي للجنة الأولمبية الدولية.